# Isla Changxing
La isla de Changxing (en chino, 長興島; pinyin, Chángxīng Dǎo) es una gran isla situada en la parte oriental del mar de Bohai, frente a la costa del distrito de Wafangdian, ciudad subprovincial de Dalian, en la provincia de Liaoning de la República Popular de China.
Changxing es la sexta isla más grande en China (si se incluye a Taiwán) y la mayor isla al norte del río Chang. Su superficie es de 252,5 km², y su población es de 60.000 habitantes aproximadamente.
Su economía estaba basada tradicionalmente en la pesca y la agricultura, pero ha cambiado a la distribución, y al desarrollo industrial y turístico. Se ha instalado el astillero de Jiangnan.